# Jean-Baptiste Capronnier
Jean-Baptiste Capronnier est un peintre maître-verrier d'origine française, né à Paris le 1er février 1814 et décédé à Schaerbeek le 31 juillet 1891. Il est considéré comme le peintre-verrier le plus important en Belgique au XIXe siècle par l'ampleur de son activité et de ses réalisations.

## Biographie
Jean-Baptiste François Capronnier est le fils de Jean-François Capronnier, peintre sur porcelaine et doreur, ancien artisan de la Manufacture royale de Sèvres, et de Marie-Henriette Parmentier. Il épouse Marie-Louise Sohest et en deuxième noces Anne Sohest.
Le père de Jean-Baptiste Capronnier s'installe à Schaerbeek en 1820 pour y exercer son métier de peintre sur porcelaine. Jean-François Capronnier commence par des recherches afin de retrouver la technique traditionnelle du vitrail et obtient dès 1828 un brevet du roi Guillaume Ier des Pays-Bas. Il reçoit en 1834, la mission de restaurer les vitraux de la cathédrale Saints-Michel-et-Gudule de Bruxelles. Son fils Jean-Baptiste participe à la réalisation de cette commande.
À partir de 1839, Jean-Baptiste Capronnier reprend la direction de l'atelier de son père. Tous deux sont considérés comme les grands rénovateurs de l'art du vitrail et de la peinture sur verre, art qui était tombé depuis longtemps en désuétude en Belgique. Au cours du XIXe siècle, il restaure la plupart des grands ensembles de vitraux de cathédrales, basiliques, collégiales et églises de Belgique. À partir de 1863, les restaurations de vitraux sont soumises à des règles plus strictes, des cartons de vitraux devant au préalable être réalisés et soumis à la Commission royale des monuments pour approbation. Pour la réalisation de ses cartons de vitraux, Jean-Baptiste Capronnier fait appel à des artistes peintres de talent tels Charles De Groux, Constantin Meunier, François-Joseph Navez. C'est ainsi qu'au décès de Jean-Baptiste Capronnier 3.280 lots de cartons et vitraux sont vendus aux enchères.
Les œuvres sortant de son atelier rencontrent un succès grandissant, non seulement en Belgique mais également pour des églises en France, au Royaume-Uni, aux Pays-Bas et en Allemagne. Grâce à ce succès grandissant, il fait l'acquisition d'une demeure confortable à Schaerbeek où il construit un grand atelier.
En 1862, il obtient la nationalité belge. Capronnier était aussi un entomologiste spécialisé sur les papillons.

## Sélection d'œuvres encore existantes

### Restauration de vitraux
- Cathédrale Saints-Michel-et-Gudule de Bruxelles - Saint- Sacrement du Miracle (1840),
- Basilique Saint-Martin de Liège (1840),
- Église Sainte-Catherine de Hoogstraten (1841),
- Église Saint-Jacques-le-Mineur de Liège (1842),
- Cathédrale Saint-Paul de Liège (1842),
- Cathédrale Notre-Dame de Tournai (1845),
- Église Saint-Jacques d'Anvers (1850),
- Église Saint-Martin de Tubize (1856),
- Église Sainte-Geneviève, Londerzeel (1859),
- Église Saint-Gommaire de Lierre (1861),
- Église Saint-Pierre de Lo-Reninge (1862),
- Église Saint-Nicolas de La Hulpe (1863) : vitraux du chœur.
- Église Saint-Eustache de Zichem (1869),
- Cathédrale Notre-Dame de Tournai - Rosace de Jean-Baptiste Capronnier.Cathédrale Notre-Dame d'Anvers (1870),

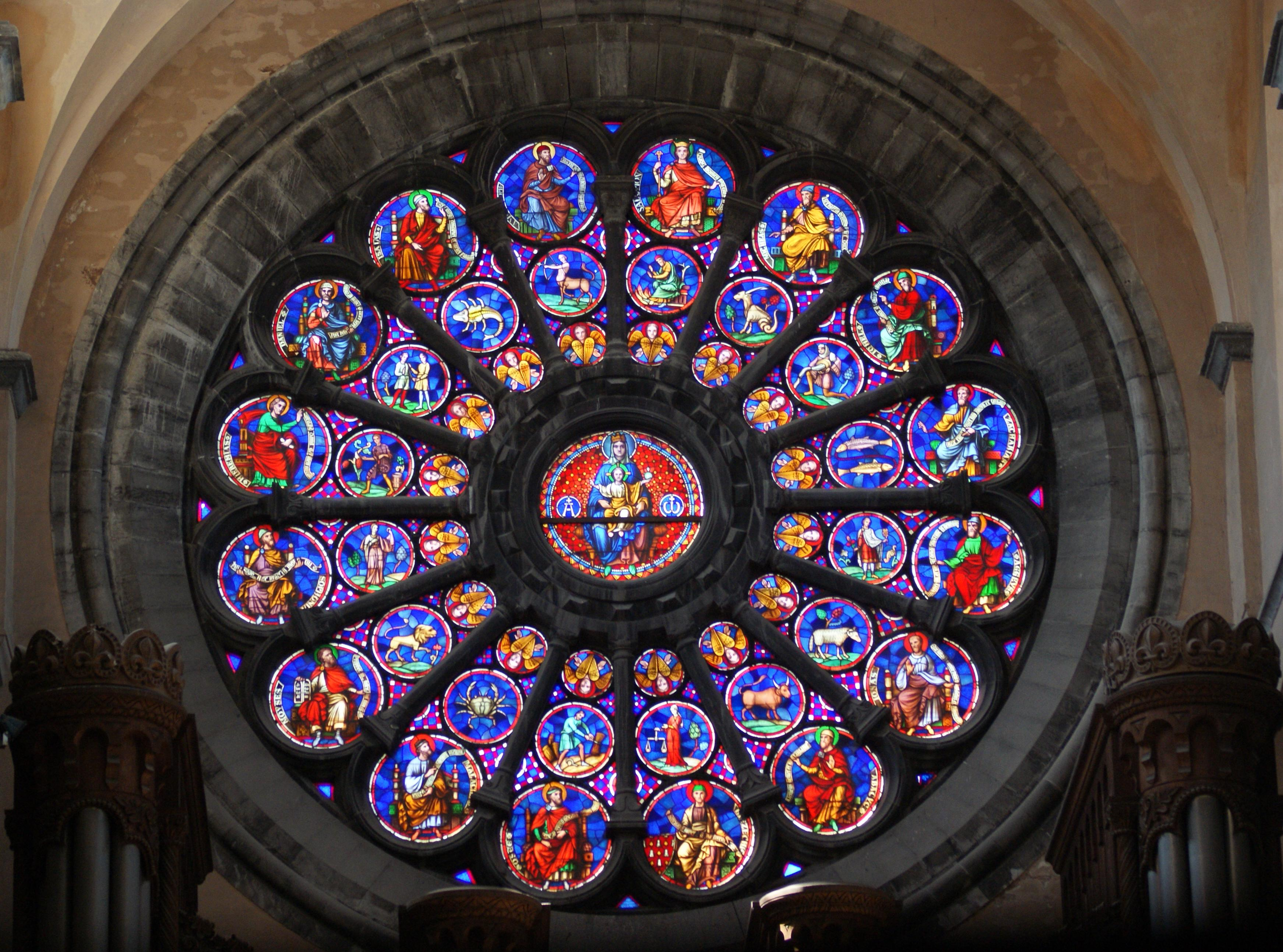
Cathédrale Notre-Dame de Tournai - Rosace de Jean-Baptiste Capronnier.

- Église Saint-Léonard, Saint-Léonard-Brecht,

- Collégiale Sainte-Croix de Liège : vitraux du chœur,
- Collégiale Saint-Denis de Liège : vitraux du chœur.

### Création de vitraux
- Château de Bouchout, Meise (1838),
- Château du prince de Mérode, Westerlo (1843),
- Église Saint-Nicolas de Gand (1851),
- Église Notre-Dame de la Chapelle de Bruxelles (1852)

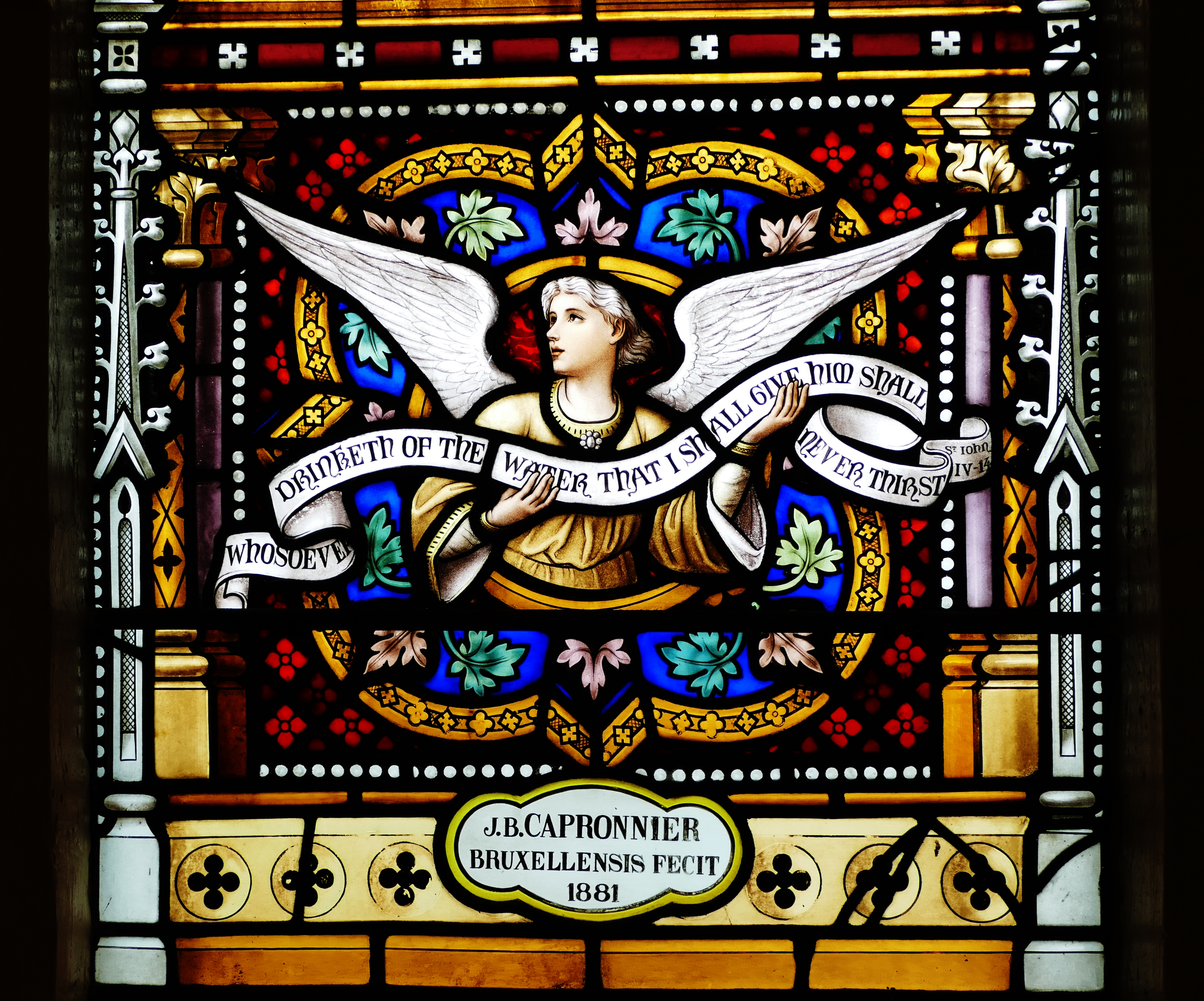
Vitrail de Jean-Baptiste Capronnier (détail).

- Vitrail de Jean-Baptiste Capronnier (détail).Cathédrale Notre-Dame de Tournai (1852),
- Collégiale Sainte-Croix de Liège (1853),
- Église Saint-Servais de Liège (1853),
- Collégiale Saint-Denis de Liège (1854),
- Basilique du Saint-Sang de Bruges (1856),
- Église Saint-Pierre d'Uccle (1856),
- Église Sainte-Ursule, Lanaken (1864),
- Église Sainte-Willibrord, Merksplas (1881),
- Église Saint-Michel de Gand (1883),
- Église Saint-Pierre, Turnhout (1883 & 1884),
- Église Notre-Dame de Trèves,
- Basilique-cathédrale Saint-Jean de Bois-le-Duc (1863),
- Église Saint-Antoine (Veghel, Pays-Bas) (1886),
- Hôtel de ville d'York,
- Église Saint-Nicolas de La Hulpe,
- Église Saint-Ludger, Zele.

## Œuvres démolies
- Vitraux de l'église Notre-Dame d’Argenteuil d'Ohain (devenu Lasne) démolie en 1942.

## Hommages et distinctions
Une rue de Schaerbeek a été baptisée « Rue Capronnier ».
Il a obtenu des médailles aux expositions de Paris (1855 et 1878) et de Londres (1862).
Jean-Baptiste Capronnier est :
- Chevalier de l'ordre de Léopold (14 décembre 1860)[5]. ;
- Officier de l'ordre de Léopold (7 mars 1881)[5].

### Publications
Sur les vitraux
- (avec Descamps,) Les vitraux de la cathédrale de Tournai, 1848.
- (avec Ed. Levy,) Histoire de la peinture sur verre en Europe et spécialement en Belgique, Brussel, 1860.
- Vitraux, verres, grès, dans: Les merveilles de l'art ancien en Belgique, 1890.

Sur les papillons
- Liste des Lépidoptères capturés au Congo, Bulletin de la Société Entomologique de Belgique 1889: 118-127.
- Liste d’une collection de lépidoptères recueillis au Gabon avec la description de quatre espèces nouvelles, Bulletin de la Société Entomologique de Belgique 1889: 141-148.